# 赫雷夏泰 (切爾尼戈夫州)
赫雷夏泰（羅馬化：Khreshchate）是烏克蘭北部切爾尼戈夫州切爾尼戈夫區基普蒂市鎮的村莊。該村始建於1666年，面積4.16平方公里，海拔高度116米，2001年人口1,191，人口密度每平方公里286.5人。